# وليام فرانسيس كوين

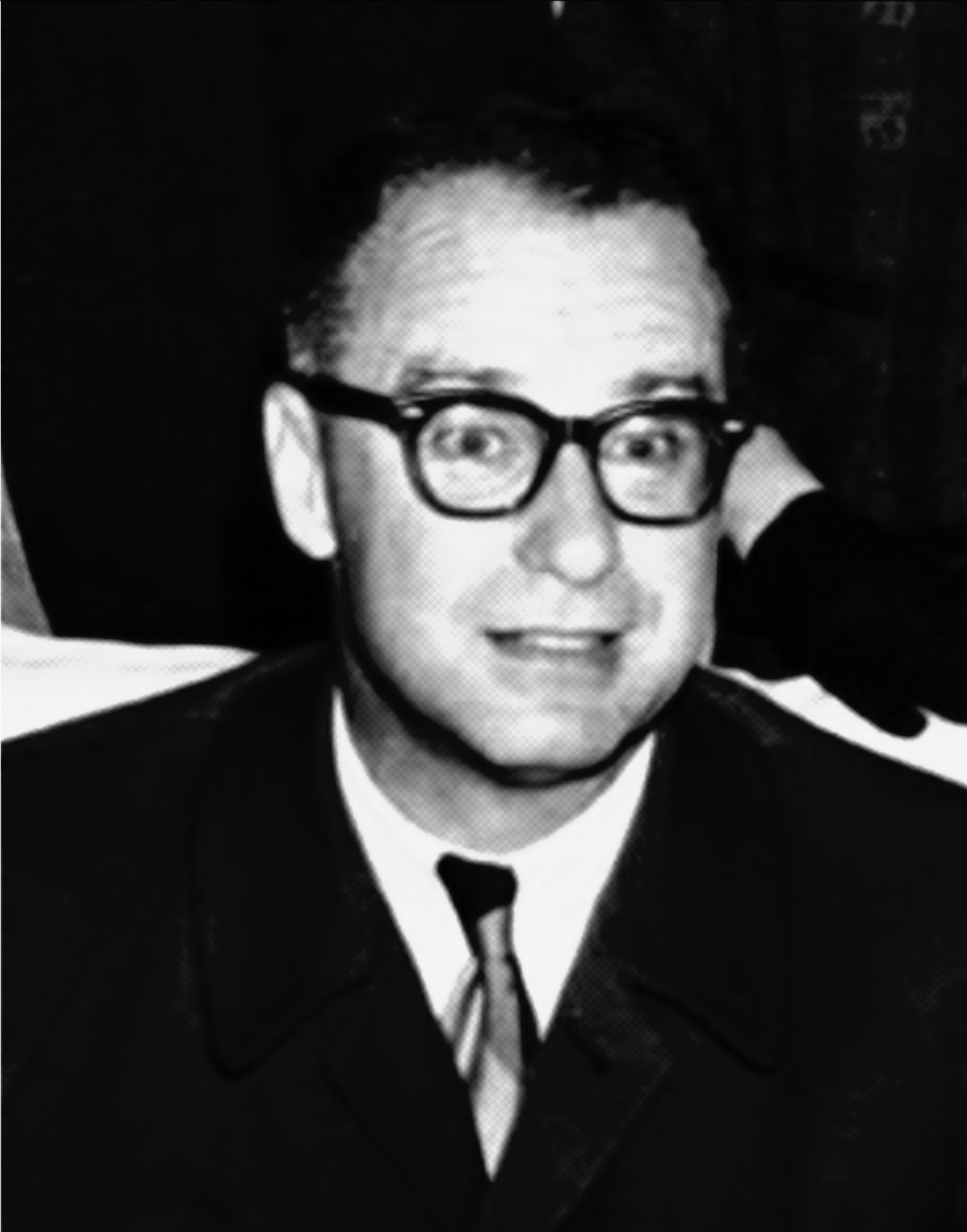

وليام فرانسيس كوين (بالإنجليزية: William F. Quinn) من مواليد 13 تموز - يوليو من سنة 1919 في روتشستر في ولاية نيويورك الأمريكية وتوفى في 28 من شهر آب - أغسطس من سنة 2006 في مدينة هونولولو عاصمة ولاية هاواي ينتمي إلى الحزب الجمهوري الأمريكي ويعد وليام فرانسيس كوين أول حاكم على هاواي بعدما أصبحت ولاية ما بين سنة 1959إلى سنة 1962. درس وليام فرانسيس كوين في جامعة سانت لويس في ولاية ميسوري الأمريكية شارك في الحرب العالمية الثانية في قوات بحرية الولايات المتحدة كوين كان حاكم إقليم هاواي ما بين 1957-1959. عندما أصبحت ولاية هاواي في سنة 1959، انتخب كوين حاكما للولاية وأصبح بذلك أول حاكم على جزر هاواي بعد انضمامها إلى الاتحاد الأمريكي وتجدر الإشارة بأن كوين كان كاثوليكيا حيث دفن في المقبرة التذكارية الوطنية لمنطقة المحيط الهادئ في هونولولو في ولاية هاواي.